# Ermanno Vichi
Ermanno Vichi (Novafeltria, 18 marzo 1942 – Rimini, 2 luglio 2024) è stato un politico e insegnante italiano.

## Biografia
Insegnante di lettere presso l'Istituto Tecnico Commerciale "Valturio" di Rimini, nel 1975 entrò in consiglio comunale a Rimini per la Democrazia Cristiana. Nel 1980 venne eletto in consiglio regionale dell'Emilia-Romagna, dove fu riconfermato nel 1985 e nel 1990; in questo periodo ricoprì l'incarico di Presidente di commissione. Nel 1995, terminata l'esperienza di consigliere regionale, fu eletto al primo turno come primo Presidente della storia della Provincia di Rimini, in quota Partito Popolare Italiano. Mantenne la carica fino al 1999, dopodiché tornò per alcuni anni a lavorare come insegnante.
Successivamente ricoprì l'incarico di presidente della municipalizzata AMIA che accompagnò al passaggio in Hera Spa, società quotata in borsa, di cui fu vicepresidente fino al 2006. Alle elezioni politiche di tale anno fu eletto deputato della XV legislatura della Repubblica Italiana nella circoscrizione XI Emilia-Romagna per L'Ulivo, in quota Margherita; a Montecitorio fece parte della commissione Finanze. Nel 2007 aderì al neonato PD, che rappresentò alla Camera fino alla primavera 2008.